# نبرد خلیج کولا

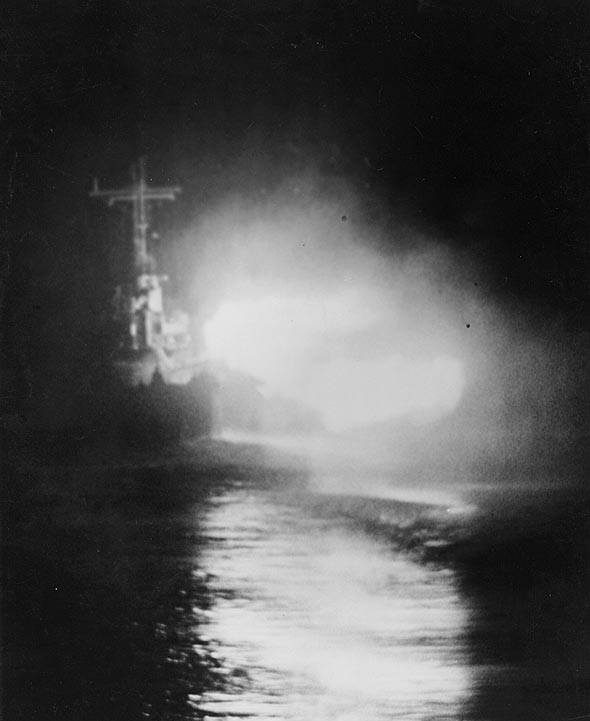
یواس‌اس هونولوو در حال بمباران مواضع ژاپنی‌ها در درازای شب

نبرد خلیج کولا نبردی دریایی بود میان ایالات متحده آمریکا و امپراتوری ژاپن در خلال جنگ جهانی دوم که در نخستین ساعت‌های بامداد ۶ ژوئیهٔ ۱۹۴۳ رخ‌داد. میدان این نبرد کمی دورتر از کرانه‌های کولومبانگارا در جزایر سلیمان بود.
این نبرد نتیجهٔ قاطعی نداشت، ولی از لحاظ تاکتیکی برای آمریکایی‌ها یک موفقیت شمرده‌می‌شد. در طی آن دو ناوشکن ژاپنی و یک رزم‌ناو سبک آمریکایی غرق شدند.